# Wächterhäuser an der Semmeringbahn
Diese Liste führt die Wächterhäuser an der Semmeringbahn in ihrer Reihenfolge vom Bahnhof Gloggnitz zum Bahnhof Mürzzuschlag an. Die 1848 bis 1854 errichtete Bahnstrecke wurde von insgesamt 55 Wächterhäusern begleitet, von denen noch 47 erhalten sind. Die Wächterhäuser befinden sich großteils im Besitz der Österreichischen Bundesbahnen und stehen mit der Bahnstrecke selbst unter Denkmalschutz und sind Teil des UNESCO-Welterbes Semmeringbahn.
Die Wächterhäuser wurden als zweistöckige Steinbauten in Sichtabstand errichtet. Sie dienten dem Bahnwächter und seiner Familie als Dienst- und Wohnort. Ihre betrieblichen Funktionen haben die Wächterhäuser längst verloren, sie werden heute als Wohn- und Wochenendhäuser verwendet, etliche stehen leer. In einigen Fällen fehlt der Anschluss an die öffentliche Infrastruktur wie Wasser-, Strom- und Straßennetz.

## Architektur
Der Architekt Moritz von Loehr, seit 1842 im Dienst der k.k. Staatseisenbahn und ab 1848 mit der Behandlung der Hochbauangelegenheiten des gesamten staatlichen Eisenbahnnetzes betraut, war für die Hochbauten der Semmeringbahn, darunter die Wächterhäuser, verantwortlich. Ihm zur Seite stand der k.k. Oberingenieur und Vorstand der Abteilung Hochbauten am Semmering Johann Salzmann, dem gemeinsam mit dem k.k. Ingenieur I. Classe Franz Czerwenka die Aufgabe des bauführenden Architekten vor Ort zukam.
Der manchmal fälschlicherweise als Architekt der Wächterhäuser genannte Wilhelm von Flattich trat erst 1855 in den Dienst der Südlichen Staatsbahn, der späteren Südbahngesellschaft.
Die Wächterhäuser und Stationsbauten entlang der Semmeringbahn sind nüchterne schmuckarme Zweckbauten. Ein Großteil der Wächterhäuser ist in unverputztem Bruchsteinmauerwerk ausgeführt. Charakteristisch ist ihre einfache zweigeschoßige kubische Gestalt mit Satteldach und den variierend quadratischen oder runden Giebelfenstern. Schmuckelemente sind spärlich vorhanden: Ziegelüberlager über Fenstern und Türen, Ziegelrosetten um die Giebelfenster, Details an den Kaminköpfen, verzierte Sparren- und Pfettenköpfe. Ziel war es, „der Ueberwachung und Erhaltung der Hochbauten möglichst geringe Lasten aufzubürden“ (Martin Gschwandtner, 2001: ). Die Größe der Wächterhäuser ist recht einheitlich, sie beträgt 10,67 × 8,60 m bei einer Schwankungsbreite von nur 10 cm in beiden Richtungen.
In ihrem einheitlichen Stil sind die Wächterhäuser Vorläufer der 1856 in den Hochbaunormalien festgelegten Standards, die für ein Corporate Design der Bahnhochbauten sorgten.
Im Laufe der Zeit wurden einige Häuser baulich geringfügig verändert (z. B. Anzahl der Fenster) oder verputzt.

## Nummerierung
Ursprünglich waren die Wächterhäuser von Gloggnitz nach Mürzzuschlag aufsteigend mit 1 bis 55 nummeriert. Ab 1881 wurde die noch heute verwendete Nummerierung von 120 bis 202 eingeführt, sie zählt auch andere Hochbauten von Wien beginnend auf, daraus ergeben sich in der Nummerierung der Wächterhäuser mehrere Lücken.

## Liste der Wächterhäuser
Die Kilometerangaben in der folgenden Liste sind die offiziellen Streckenkilometer der Südbahnstrecke, die Angaben links und rechts wollen im Sinne einer Fahrt von Gloggnitz nach Mürzzuschlag verstanden werden.
| Foto |                 | Bauwerk                            | km        | Standort                                          | Beschreibung | Metadaten                                                                         |
| ---- | --------------- | ---------------------------------- | --------- | ------------------------------------------------- | --- | --------------------------------------------------------------------------------- |
| ja   | Datei hochladen | Wächterhaus WH 120                 | 75,43 km  | Gloggnitz Standort                                | WH 120 stand im Bereich des Bahnhofs Gloggnitz und wurde abgerissen.                                                                                          | Name: Wächterhaus WH 120 GstNr.: .168                                             |
| ja   | Datei hochladen | Wächterhaus WH 123 ObjektID: 24736 | 76,26 km  | Obere Zeilfeldstraße 2 Gloggnitz Standort         | WH 123 wurde am 11. Mai 2013 nach einer genauen Baudokumentation für den Semmering-Basistunnel abgerissen.                                                    | ObjektID: 24736 Name: Wächterhaus WH 123 GstNr.: 629/3                            |
| ja   | Datei hochladen | Wächterhaus WH 124 ObjektID: 24740 | 77,15 km  | Rehgraben 36 Prigglitz Standort                   | | ObjektID: 24740 Name: Wächterhaus WH 124 GstNr.: .131                             |
| ja   | Datei hochladen | Wächterhaus WH 125 ObjektID: 24740 | 77,50 km  | Rehgraben 37 Prigglitz Standort                   | | ObjektID: 24740 Name: Wächterhaus WH 125 GstNr.: .130                             |
| ja   | Datei hochladen | Wächterhaus WH 126 ObjektID: 24743 | 78,08 km  | Leo-Dragan-Straße 2 Payerbach Standort            | | ObjektID: 24743 Name: Wächterhaus WH 126 GstNr.: .40                              |
| ja   | Datei hochladen | Wächterhaus WH 127 ObjektID: 24743 | 79,10 km  | Schmidsdorf 21 Payerbach Standort                 | | ObjektID: 24743 Name: Wächterhaus WH 127 GstNr.: .41                              |
| ja   | Datei hochladen | Wächterhaus WH 128 ObjektID: 24745 | 79,93 km  | Payerbach Standort                                | | ObjektID: 24745 Name: Wächterhaus WH 128 GstNr.: 139                              |
| ja   | Datei hochladen | Wächterhaus WH 129 ObjektID: 24745 | 80,87 km  | Lindengasse 11 Payerbach Standort                 | | ObjektID: 24745 Name: Wächterhaus WH 129 GstNr.: .79                              |
| ja   | Datei hochladen | Wächterhaus WH 132 ObjektID: 24745 | 82,10 km  | Bahnhofplatz 3 Payerbach Standort                 | | ObjektID: 24745 Name: Wächterhaus WH 132 GstNr.: .72 Watchman's house 132         |
| ja   | Datei hochladen | Wächterhaus WH 133                 | 83,18 km  | Karl-Feldbacher-Straße 10 Payerbach Standort      | | Name: Wächterhaus WH 133 GstNr.: .71                                              |
| ja   | Datei hochladen | Wächterhaus WH 134 ObjektID: 24745 | 83,63 km  | Weinwegsiedlung 16 Payerbach Standort             | | ObjektID: 24745 Name: Wächterhaus WH 134 GstNr.: .70                              |
| ja   | Datei hochladen | Wächterhaus WH 136 ObjektID: 24753 | 84,69 km  | Bahngasse 1 Payerbach Standort                    | | ObjektID: 24753 Name: Wächterhaus WH 136 GstNr.: .23                              |
| ja   | Datei hochladen | Wächterhaus WH 137 ObjektID: 24753 | 85,51 km  | Küb 14 Payerbach Standort                         | | ObjektID: 24753 Name: Wächterhaus WH 137 GstNr.: .22                              |
| ja   | Datei hochladen | Wächterhaus WH 138 ObjektID: 24754 | 85,98 km  | Hellgraben-Straße 12 Payerbach Standort           | | ObjektID: 24754 Name: Wächterhaus WH 138 GstNr.: .21                              |
| ja   | Datei hochladen | Wächterhaus WH 139 ObjektID: 24754 | 86,45 km  | Pettenbach 16 Payerbach Standort                  | | ObjektID: 24754 Name: Wächterhaus WH 139 GstNr.: .22                              |
| ja   | Datei hochladen | Wächterhaus WH 140 ObjektID: 24756 | 87,16 km  | Eichberg 35 Gloggnitz Standort                    | | ObjektID: 24756 Name: Wächterhaus WH 140 GstNr.: .4                               |
| ja   | Datei hochladen | Wächterhaus WH 141 ObjektID: 24755 | 87,94 km  | Eichberg 34 Gloggnitz Standort                    | | ObjektID: 24755 Name: Wächterhaus WH 141 GstNr.: .36                              |
| ja   | Datei hochladen | Wächterhaus WH 144 ObjektID: 24755 | 88,88 km  | Gloggnitz Standort                                | Anmerkung: Lt. Quelle abgebrochen, lt. BDA geschützt. | ObjektID: 24755 Name: Wächterhaus WH 144 GstNr.: .39                              |
| ja   | Datei hochladen | Wächterhaus WH 146 ObjektID: 24755 | 89,43 km  | Eichberg 31 Gloggnitz Standort                    | | ObjektID: 24755 Name: Wächterhaus WH 146 GstNr.: .42                              |
| ja   | Datei hochladen | Wächterhaus WH 147 ObjektID: 24771 | 90,47 km  | Aue 36 Gloggnitz Standort                         | | ObjektID: 24771 Name: Wächterhaus WH 147 GstNr.: .51                              |
| ja   | Datei hochladen | Wächterhaus WH 148 ObjektID: 24771 | 91,12 km  | Aue 37 Gloggnitz Standort                         | | ObjektID: 24771 Name: Wächterhaus WH 148 GstNr.: .52                              |
| ja   | Datei hochladen | Wächterhaus WH 150 ObjektID: 24771 | 91,91 km  | Aue 38 Gloggnitz Standort                         | | ObjektID: 24771 Name: Wächterhaus WH 150 GstNr.: .54                              |
| ja   | Datei hochladen | Wächterhaus WH 153 ObjektID: 24772 | 92,73 km  | Deiningerweg 11 Breitenstein Standort             | | ObjektID: 24772 Name: Wächterhaus WH 153 GstNr.: .123                             |
| ja   | Datei hochladen | Wächterhaus WH 154 ObjektID: 24772 | 93,17 km  | Musikerweg 16 Breitenstein Standort               | | ObjektID: 24772 Name: Wächterhaus WH 154 GstNr.: .119                             |
| ja   | Datei hochladen | Wächterhaus WH 155 ObjektID: 24772 | 93,78 km  | Rumplerstraße 23 Breitenstein Standort            | | ObjektID: 24772 Name: Wächterhaus WH 155 GstNr.: .118                             |
| ja   | Datei hochladen | Wächterhaus WH 156 ObjektID: 24772 | 94,23 km  | Pfefferstraße 38 Breitenstein Standort            | | ObjektID: 24772 Name: Wächterhaus WH 156 GstNr.: .117                             |
| ja   | Datei hochladen | Wächterhaus WH 157 ObjektID: 24772 | 95,02 km  | Pfefferstraße 51 Breitenstein Standort            | | ObjektID: 24772 Name: Wächterhaus WH 157 GstNr.: 427/14                           |
| ja   | Datei hochladen | Wächterhaus WH 158 ObjektID: 24772 | 95,55 km  | Blauer Einschnitt 10 Breitenstein Standort        | | ObjektID: 24772 Name: Wächterhaus WH 158 GstNr.: .115                             |
| ja   | Datei hochladen | Wächterhaus WH 159                 | 95,89 km  | Breitenstein Standort                             | Es existiert ein Abbruchplan für WH 159 vom 6. Mai 1960. | Name: Wächterhaus WH 159 GstNr.: .146                                             |
| ja   | Datei hochladen | Wächterhaus WH 160                 | 96,77 km  | Untere Bahnstraße 37 Breitenstein Standort        | Das Haus befindet sich heute in Privateigentum und wurde umfassend saniert.                                                                                   | Name: Wächterhaus WH 160 GstNr.: .144                                             |
| ja   | Datei hochladen | Wächterhaus WH 161 ObjektID: 24772 | 97,10 km  | Breitenstein Standort                             | | ObjektID: 24772 Name: Wächterhaus WH 161 GstNr.: .114                             |
| ja   | Datei hochladen | Wächterhaus WH 164 ObjektID: 24772 | 97,73 km  | Hauptstraße 25 Breitenstein Standort              | | ObjektID: 24772 Name: Wächterhaus WH 164 GstNr.: .141 Bahnhof Breitenstein        |
| ja   | Datei hochladen | Wächterhaus WH 167 ObjektID: 24772 | 98,92 km  | Kalte-Rinne-Straße 45 Breitenstein Standort       | In dem restaurierten Bahnwärterhaus befindet sich das Ghega-Museum.                                                                                           | ObjektID: 24772 Name: Wächterhaus WH 167 GstNr.: 1006/3 Ghega-Museum              |
| ja   | Datei hochladen | Wächterhaus WH 168 ObjektID: 24772 | 99,55 km  | Kalte-Rinne-Straße 41 Breitenstein Standort       | | ObjektID: 24772 Name: Wächterhaus WH 168 GstNr.: .136                             |
| ja   | Datei hochladen | Wächterhaus WH 170 ObjektID: 24773 | 100,70 km | Semmering 17 Semmering Standort                   | | ObjektID: 24773 Name: Wächterhaus WH 170 GstNr.: .155                             |
| ja   | Datei hochladen | Wächterhaus WH 171 ObjektID: 24773 | 101,08 km | Semmering 18 Semmering Standort                   | | ObjektID: 24773 Name: Wächterhaus WH 171 GstNr.: .156                             |
| ja   | Datei hochladen | Wächterhaus WH 172 ObjektID: 24773 | 101,55 km | Semmering 15 Semmering Standort                   | | ObjektID: 24773 Name: Wächterhaus WH 172 GstNr.: .154                             |
| ja   | Datei hochladen | Wächterhaus WH 173 ObjektID: 24773 | 102,10 km | Semmering 14 Semmering Standort                   | Das Wächterhaus wird heute als Bahnhof Wolfsbergkogel verwendet.                                                                                              | ObjektID: 24773 Name: Wächterhaus WH 173 GstNr.: .151 Bahnhof Wolfsbergkogel      |
| ja   | Datei hochladen | Wächterhaus WH 176 ObjektID: 24773 | 102,94 km | Semmering 19 Semmering Standort                   | | ObjektID: 24773 Name: Wächterhaus WH 176 GstNr.: .158                             |
| ja   | Datei hochladen | Wächterhaus WH 179 ObjektID: 24773 |           | Semmering Standort siehe Beschreibung             | Das linksseitige WH 179 wurde bereits 1870 abgebrochen und durch ein Stationsgebäude auf der gegenüberliegenden Seite ersetzt. Die genaue Lage ist unbekannt. | ObjektID: 24773 Name: Wächterhaus WH 179 GstNr.:                                  |
| ja   | Datei hochladen | Wächterhaus WH 180 ObjektID: 24773 | 103,55 km | Semmering 128 Semmering Standort                  | | ObjektID: 24773 Name: Wächterhaus WH 180 GstNr.: .162                             |
| ja   | Datei hochladen | Wächterhaus WH 183 ObjektID: 24867 | 105,10 km | Alte Reichsstraße 10 Spital am Semmering Standort | | ObjektID: 24867 Name: Wächterhaus WH 183 GstNr.: .9                               |
| ja   | Datei hochladen | Wächterhaus WH 184 ObjektID: 24867 | 106,07 km | Alte Reichsstraße 1 Spital am Semmering Standort  | | ObjektID: 24867 Name: Wächterhaus WH 184 GstNr.: .12/2                            |
| ja   | Datei hochladen | Wächterhaus WH 185 ObjektID: 24867 | 106,81 km | Steinhaus 28 Spital am Semmering Standort         | | ObjektID: 24867 Name: Wächterhaus WH 185 GstNr.: .13/3                            |
| ja   | Datei hochladen | Wächterhaus WH 186 ObjektID: 24867 | 107,69 km | Steinhaus 7 Spital am Semmering Standort          | Das ursprüngliche WH 186 wurde in zwei Schritten ab 1884 und ab 1907 in das heute noch existierende dreistöckige Aufnahmegebäude umgebaut und erweitert.      | ObjektID: 24867 Name: Wächterhaus WH 186 GstNr.: Bahnhof Steinhaus                |
| ja   | Datei hochladen | Wächterhaus WH 187 ObjektID: 24867 | 108,26 km | Bundesstraße 1 Spital am Semmering Standort       | | ObjektID: 24867 Name: Wächterhaus WH 187 GstNr.: .29                              |
| ja   | Datei hochladen | Wächterhaus WH 188 ObjektID: 24867 | 108,96 km | Jauern 6 Spital am Semmering Standort             | | ObjektID: 24867 Name: Wächterhaus WH 188 GstNr.: .25                              |
| ja   | Datei hochladen | Wächterhaus WH 189 ObjektID: 24867 | 109,71 km | Kampalpenweg 1 Spital am Semmering Standort       | | ObjektID: 24867 Name: Wächterhaus WH 189 GstNr.: .22/1                            |
| ja   | Datei hochladen | Wächterhaus WH 192 ObjektID: 9747  | 110,59 km | Obere Bahnstraße 2 Spital am Semmering Standort   | | ObjektID: 9747 Name: Wächterhaus WH 192 GstNr.: .65/2 Bahnhof Spital am Semmering |
| ja   | Datei hochladen | Wächterhaus WH 195 ObjektID: 9747  | 111,60 km | Grautschenhof 1 Spital am Semmering Standort      | | ObjektID: 9747 Name: Wächterhaus WH 195 GstNr.: .101/2                            |
| ja   | Datei hochladen | Wächterhaus WH 196 ObjektID: 9747  | 112,30 km | Grautschenhof 6 Spital am Semmering Standort      | | ObjektID: 9747 Name: Wächterhaus WH 196 GstNr.: .108/1                            |
| ja   | Datei hochladen | Wächterhaus WH 197 ObjektID: 9754  | 113,07 km | Grautschenhof 31 Spital am Semmering Standort     | | ObjektID: 9754 Name: Wächterhaus WH 197 GstNr.: .19/2                             |
| ja   | Datei hochladen | Wächterhaus WH 198 ObjektID: 9754  | 113,81 km | Edlachweg 1 Spital am Semmering Standort          | | ObjektID: 9754 Name: Wächterhaus WH 198 GstNr.: .24/2                             |
| ja   | Datei hochladen | Wächterhaus WH 200 ObjektID: 9764  | 114,68 km | Scheedgraben 1 Mürzzuschlag Standort              | | ObjektID: 9764 Name: Wächterhaus WH 200 GstNr.: .936                              |
| ja   | Datei hochladen | Wächterhaus WH 202                 | 115,69 km | Bahnanlage 202 Mürzzuschlag Standort              | | Name: Wächterhaus WH 202 GstNr.: .75                                              |